# Municipio de Norman (Dakota del Norte)
El municipio de Norman (en inglés: Norman Township) es un municipio ubicado en el condado de Traill en el estado estadounidense de Dakota del Norte. En el año 2010 tenía una población de 74 habitantes y una densidad poblacional de 0,8 personas por km².

## Geografía
El municipio de Norman se encuentra ubicado en las coordenadas 47°22′4″N 97°24′37″O / 47.36778, -97.41028. Según la Oficina del Censo de los Estados Unidos, el municipio tiene una superficie total de 92.81 km², de la cual 92,81 km² corresponden a tierra firme y (0 %) 0 km² es agua.

## Demografía
Según el censo de 2010, había 74 personas residiendo en el municipio de Norman. La densidad de población era de 0,8 hab./km². De los 74 habitantes, el municipio de Norman estaba compuesto por el 100 % blancos. Del total de la población el 0 % eran hispanos o latinos de cualquier raza.